# Wasserturm Eichert

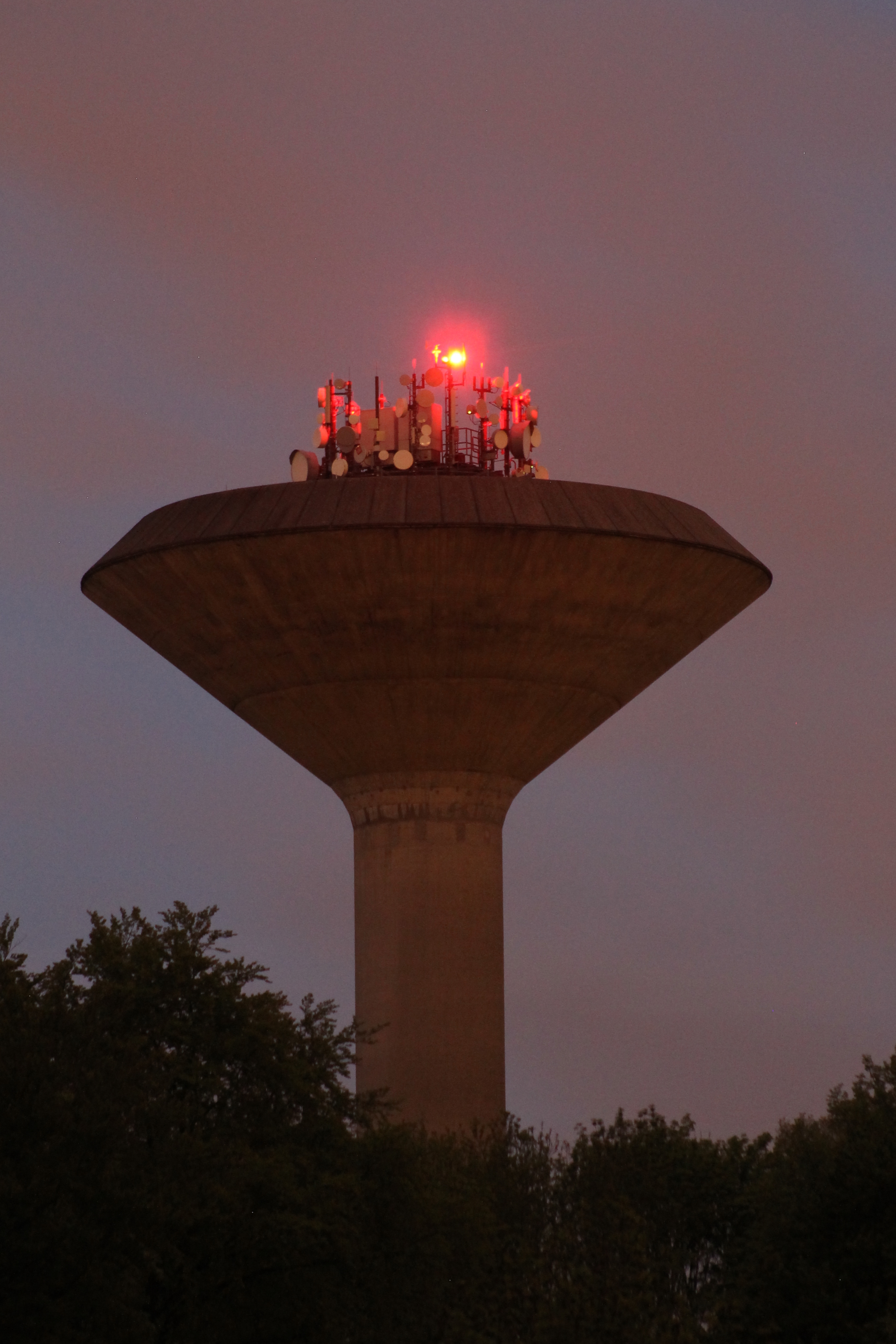
Wasserturm Eichert, 2013

Der Wasserturm Eichert ist ein 1975 fertiggestellter, 51,9 Meter hoher Wasserturm im Waldgebiet Eichert südwestlich von Göppingen mit einem kelchförmigen Behälter mit 500 Kubikmetern Fassungsvermögen. Der Behälter hat einen Durchmesser von 23,8 m, der Turmschaft misst 5,10 m im Durchmesser. Der Wasserturm ruht auf einer 1,8 Meter dicken Fundamentplatte, die sich in einer Tiefe von 3,6 m bis 5,4 m befindet. Er wird von zahlreichen Funkdiensten genutzt. Seine Spitze ist mit einer Flugsicherheitslampe versehen.
Die Betonierung des Turmschafts, den die Stuttgarter Firma Ludwig Bauer durchführte, dauerte 273 Stunden, wobei im Dreischichtbetrieb gearbeitet wurde. Die 120 Tonnen schwere Schalung für den kelchförmigen Behälter wurde am Boden montiert und dann mittels zwölf hydraulischer Pressen an Stahlseilen hochgezogen. Nach Abschluss der Betonierung wurde die Schalung wieder abgelassen.
2013/14 ließ die Betreiberin, die Energieversorgung Filstal (EVF) Instandsetzungsarbeiten durchführen.

## Nachweise
1. ↑  Energieversorgung Filstal, 22. Juli 2013: Instandsetzung des Wasserturms am Eichert

Koordinaten: 48° 41′ 10,1″ N, 9° 38′ 52,4″ O